# Longyan Shan
Longyan Shan (chinesisch 龍岩山) ist ein 102 m hoher Hügel an der Ingrid-Christensen-Küste des ostantarktischen Prinzessin-Elisabeth-Lands. In der Lied Promontory der Larsemann Hills ragt er westlich des Lianhua Shan auf.
Chinesische Wissenschaftler benannten ihn 1993 im Zuge von Vermessungs- und Kartierungsarbeiten.